# Ortodox konge
Ortodox konge (eller ortodox majestæt), lad. Rex Orthodoxus, pl. Król prawowierny) er en titel som blev givet af pave Alexander VII i 1661 til konge Johan II Kasimir og som de polske konger siden har båret. Paven gav titlen til kongen som en belønning for hans indsats for den katolske kirke, herunder udvisningen af socinianerne fra Polen.